# Ceci n'est pas un film
Pour plus de détails, voir Fiche technique et Distribution.
Ceci n'est pas un film (en persan : این فیلم نیست, In film nist) est un film documentaire iranien réalisé par Jafar Panahi et Mojtaba Mirtahmasb, sorti en 2011.
Le film traite de la difficulté d'être cinéaste en Iran et a été présenté hors compétition au Festival de Cannes 2011. Il est distribué par Kanibal Films Distribution. Ce film est dédié à tous les cinéastes iraniens.

## Synopsis
Jafar Panahi qui a été condamné à 6 ans d'emprisonnement et à 20 ans d'interdiction de travail est en attente du jugement en appel qui décidera de son sort. Alors qu'il tente de savoir si sa peine a des chances d'être commuée en une sanction moins sévère, le réalisateur décide de faire appel à son ami Mojtaba Mirtahmasb afin de réaliser une vidéo dans laquelle il parlerait de son dernier projet de film, dont le scénario a été censuré.
Le réalisateur entreprend alors de raconter la mise en scène de son film sur le décor unique dont il dispose, le tapis de son salon. Il est cependant rattrapé par les chimères de sa condamnation et le film se transforme en un échange entre les deux hommes, une réflexion sur la difficulté d'exprimer son art dans une société où la censure fait loi.

## Fiche technique

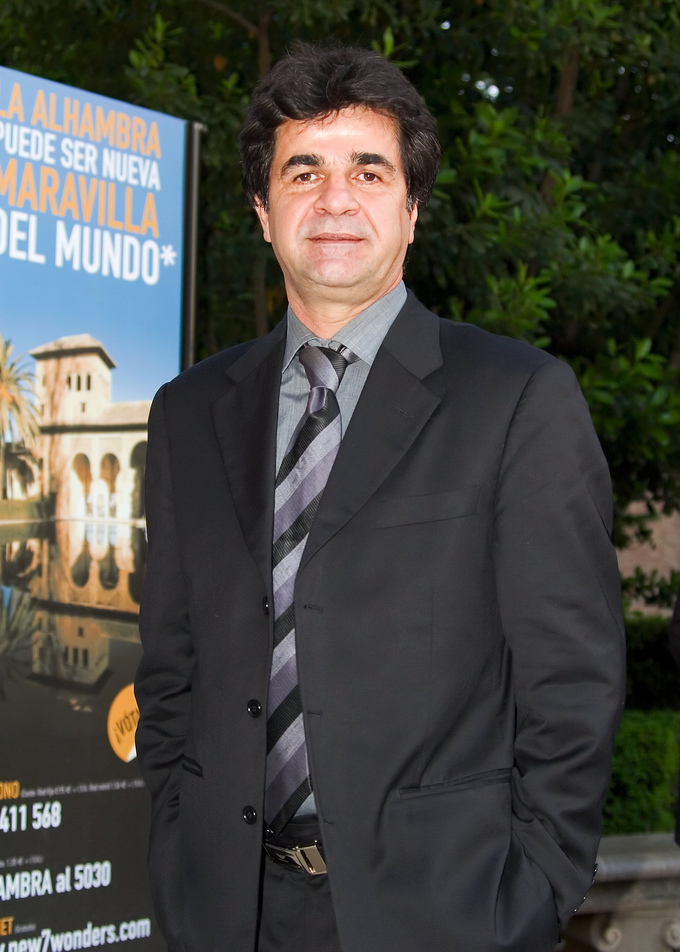
Jafar Panahi, en 2007.

Ce film ayant été réalisé uniquement par Jafar Panahi et Mojtaba Mirtahmasb avec une simple caméra et un téléphone, aucune autre personne n'a contribué à sa création. Pour signifier cette absence d'équipe technique, le générique affiche des espaces vides censés représenter les noms des techniciens qui contribuent habituellement à la réalisation d'un film.
- Réalisation : Jafar Panahi et Mojtaba Mirtahmasb
- Scénario : Jafar Panahi
- Production : Jafar Panahi
- Photographie : Jafar Panahi et Mojtaba Mirtahmasb
- Montage : Jafar Panahi
- Distributeur : Kanibal Films Distribution
- Dates de sortie : 
  - France : 20 mai 2011 (Festival de Cannes)
  - France : 7 juillet 2011 (Paris Cinéma)
  - France : 28 septembre 2011
  - États-Unis : 29 février 2012

## Distribution
- Jafar Panahi : lui-même
- Mojtaba Mirtahmasb : lui-même

## Conditions de production
Le réalisateur, ayant été interdit officiellement d'exercer son métier, a choisi de filmer clandestinement son isolement dans son appartement. Pour échapper à la censure, le film a passé la frontière iranienne sous la forme d'une clé USB cachée dans un gâteau,.

## Distinctions et récompenses
- 2012 : présélectionné pour l'Oscar du meilleur film documentaire[4]
- 2013 : National Society of Film Critics Awards : Meilleur film expérimental
- 2013 : Online Film Critics Society Awards : Meilleur film documentaire
- 2013 : Village Voice Film Poll : Meilleur film documentaire